# علی پرهیزگار
علی پرهیزگار (زاده ۲۲ تیر ۱۳۷۸ در مشهد) جودوکار اهل ایران است.
از افتخارات وی می‌توان به کسب مدال طلا وزن ۱۰۰- کیلوگرم مسابقات قهرمانی جوانان آسیا در چین‌تایپه ۲۰۱۹ اشاره کرد. پرهیزگار در این دوره از مسابقات در دور اول استراحت کرد و سپس نماینده کره‌جنوبی را در ۴۷ ثانیه ایپون کرد و به نیمه‌نهایی راه یافت. در این مرحله وی با غلبه بر حریف ژاپنی به فینال مسابقات راه‌یافت، او در این دیدار با «فوجی تاکا» از ژاپن روبه‌رو شد و این حریف قدر را نیز با شکست بدرقه کرد و جواز حضور در فینال را گرفت. وی در فینال این رقابت‌ها به مصاف نماینده تاجیکستان رفت و با شکست این جودوکار به مدال طلا دست یافت.